# 비르사 문다 공항

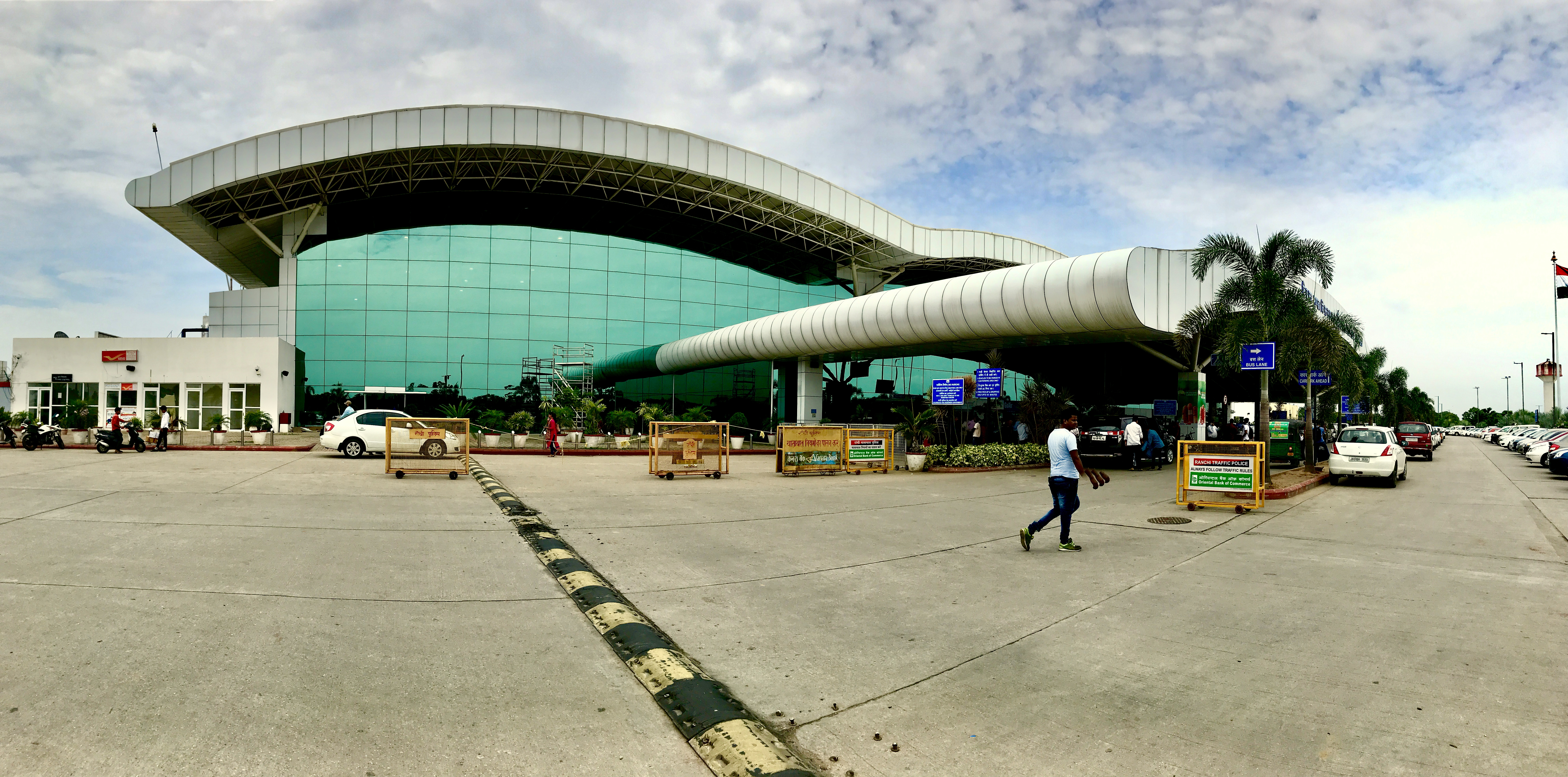

비르사 문다 공항(Birsa Munda Airport, IATA: IXR, ICAO: VERC)은 인도 자르칸드주의 주도 란치를 관할하는 국내 공항이다. 인도의 부족 자유 투쟁가 비르사 문다의 이름을 따서 명명되었다. 도시 중심부에서 약 5킬로미터 지점인 히누(Hinoo)에 위치해 있다. 면적은 1,568에이커에 이른다. 연간 이용 승객 수는 1,200,000명이며 인도에서 19번째로 분주한 공항이다.